# مكثف سطحي

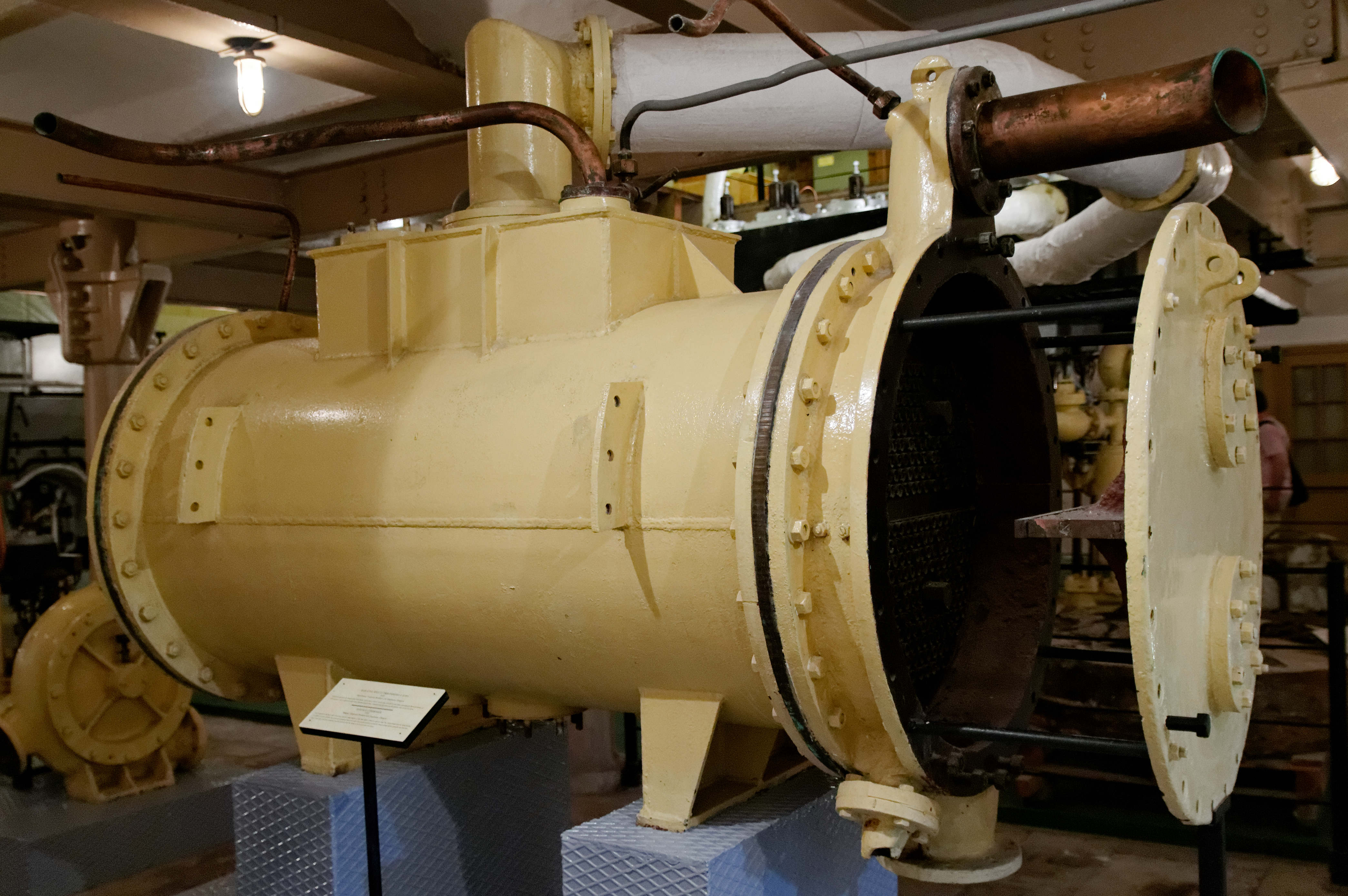
مكثف سطحى

المكثف السطحى هو مكثف شائع الاستخدام لمبادل حرارى أنبوبى غلافى لتبريد المياه يتم تركيبه على مخرج التربينة البخارية لتكثيف البخار الخارج في محطات الطاقة. هذه المكثفات هي مبادلات حرارية تحول البخار من الحالة الغازية إلى الحالة السائلة عند ضغط يكون اقل من الضغط الجوى. يمكن استخدام الهواء لتبريد البخار بدلا من الماء في حالة عدم توافرها. مكثف المستخدم للهواء يكون ثمنه عالي جدا، أما المكثف المستخدم للماء في التبريد فيصل بالبخار إلى ضغط منخفض جدا عن الذي يصل له في حالة المكثف المستنخدم للهواء.

## الغرض
في محطات الطاقة، يكون الغرض من المكثف السطحى هو تكثيف البخار الخارج من العنفة البخارية كى نحصل على أعلى كفاءة وتحويل البخار إلى ماء نقى كى يتم استخدامه في المرجل.

## اهميته
العنفة البخارية تستخدم لتحويل الحرارة الموجودة بالبخار إلى قدرة ميكانيكية. الفرق بين الحرارة الموجودة بالبخار لوحدة الكتل عند دخول العنفة البخارية والحرارة الموجودة بالبخارعن الخروج يمثل كمية الحرارة التي تحولت إلى شغل ميكانيكى. لذلك، كلما كانت كمية الحرارة المتحولة أكبر كلما كان الشغل الناتج أعلى وبالتالى تكون الكفاءة أعلى. يتم ذلك باستخدام مكثف لتكثيف البخار ووصوله إلى ضغط أقل من الضغط الجوى، كلما زاد الفرق بين ضغط الدخول والخروج من العنفة البخارية كلما كانت كمية الحرارة المتحولة إلى شغل أكبر.

## مكثف سطحى مستخدم للماء للتبريد

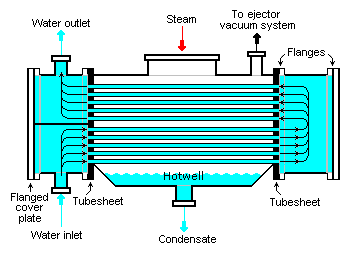
مكثف سطحى يستخدم الماء

الرسم يوضح مكثف سطحى يستخدم الماء لتكثيف البخار وسحب الحرارة من البخار الخارج من العنفة البخارية لتشغيل مولد كهربى وتطبيقات أخرى. هناك العديد من الاختلافات في التصميم اعتمادا على الشركة المصنعة، وحجم التوربينات البخارية، وغيرها من الظروف الخاصة بالموقع.

### الهيكل
هو جسم المكثف والذي بداخله أنابيب التبادل الحرارى. يتم تصنيعه من الصلب الكربونى. في الجزء السفلي من القذيفة، حيث تتجمع المكثفات، يتم تثبيت المنفذ. في بعض التصاميم، يتم توفير مستنقع (غالبا ما يشار إليها باسم هوتويل). يتم ضخ المكثف من منفذ أو هوتويل لإعادة استخدامها كما في المياه المغذية للمرجل.
يتم تركيب مخرج للبخار المتكثف عند قاع الجسم.

### نظام التخلية

رسم توضيحي لحاقن بخار

في المكثف السطحى المستخدم للماء للتبريد يكون مزود بحاقن لعمل تخلية داخلية بحيث يتم إزالة أي غازات غير متكثفة.

### ألواح الأنابيب
عند نهايات الهيكل من الداخل هناك لوح له سمك معين يتم تثبيته ويصنع من فولاذ مقاوم للصدأ له فتحات كي يدخل بها الأنابيب وذلك لحمل الانابيب الموجودة بداخل المكثف. عند مدخل كل أنبوب يتم عمل المدخل بحيث يشبه فم الجرس وذلك لتجنب أي دوامة اضطرابية وتقليل الاحتكاك. بعض المصممين أيضا ينصحوا باستخدام البلاستك عند مدخل الأنبوب لتجنب الدوامة.

### الأنابيب
عادة يتم تصنيعها من الفولاذ المقاوم للصدأ، النحاس، البرونز و التيتانيوم. أنابيب التيتانيوم عادة تكون أفضل اختيار ولكن نظرا لتكلفته العالية قل الاعتماد عليه. يصل طول الانابيب إلى 26 متر. يتم الاختيار على أساس طريقة النقل من المصنع إلى الموقع والتركيب. القطر الخارجى يتراوح بين 3/4 إنش إلى 1و1/4 الإنش.

## التآكل
الأنابيب وألواح الأانابيب تصنع من مواد مختلفة لها مكونات مختلفة وفي اتصال دائم بالماء. هذه المياه طبقا لتركيبها الكيميائي تسبب تآكل في الأنابيب.
المكثقات المستخدمه لمياه البحر خصوصا عندما تكون بها ملوثات كيميائية لها أكبر تأثير من حيث التسبب في عملية التآكل. المياه العذبة أيضا والتي ها ملوثات غير مرغوب بها في المكثفات. 
يجب التقليل من تأثير التآكل الناتج وذلك بطرق مختلفة مثل استخدام هيبو كلوريت الصوديوم أو الكلور.

### تأثير التآكل
يمكن أن ينتج عنه تسرب الماء إلى البخار مما يلوث من البخار المتكثف والمضر بالمرجل.

### طرق الحماية من التآكل
الحماية المهبطية تستخدم للتغلب على هذه المشكلة. ألواح من المصعد الجلفانى من الزنك توضع في أماكن مناسبة في مخزن الماء. وبالتالي فإن هذه الأنودات المصنوعة من الزنك تتطلب التفتيش الدوري والاستبدال. وهذا ينطوي على وقت أقل نسبيا . كما يتم حماية صناديق المياه المصنوعة من ألواح الصلب داخل الطلاء الايبوكسي.

## تطبيقات أخرى من المكثفات السطحية
- تبخر الفراغ
- فراغ التبريد
- المحيط الطاقة الحرارية (أوتيك)
- استبدال المكثفات البارومترية في أنظمة القاذف بالبخار
- استعادة الطاقة الحرارية الأرضية
- أنظمة تحلية المياه

## الاختبار
أكواد عالمية يتم استخدامها لفحص المكثفات مثل الجمعية الأمريكية للمهندسين الميكانيكين (Asme) والتي تنشر اكواد اختبار كثيرة لفحص المكثفات والمبادلات الحرارية.